# کلی جانسون (گیتاریست)
کلی جانسون (انگلیسی: Kelly Johnson؛ ۲۰ ژوئن ۱۹۵۸ – ۱۵ ژوئیهٔ ۲۰۰۷) یک موسیقی‌دان اهل بریتانیا بود. وی بین سال‌های ۱۹۷۸ تا ۲۰۰۰ میلادی فعالیت می‌کرد.